# Щеврик архіпелаговий

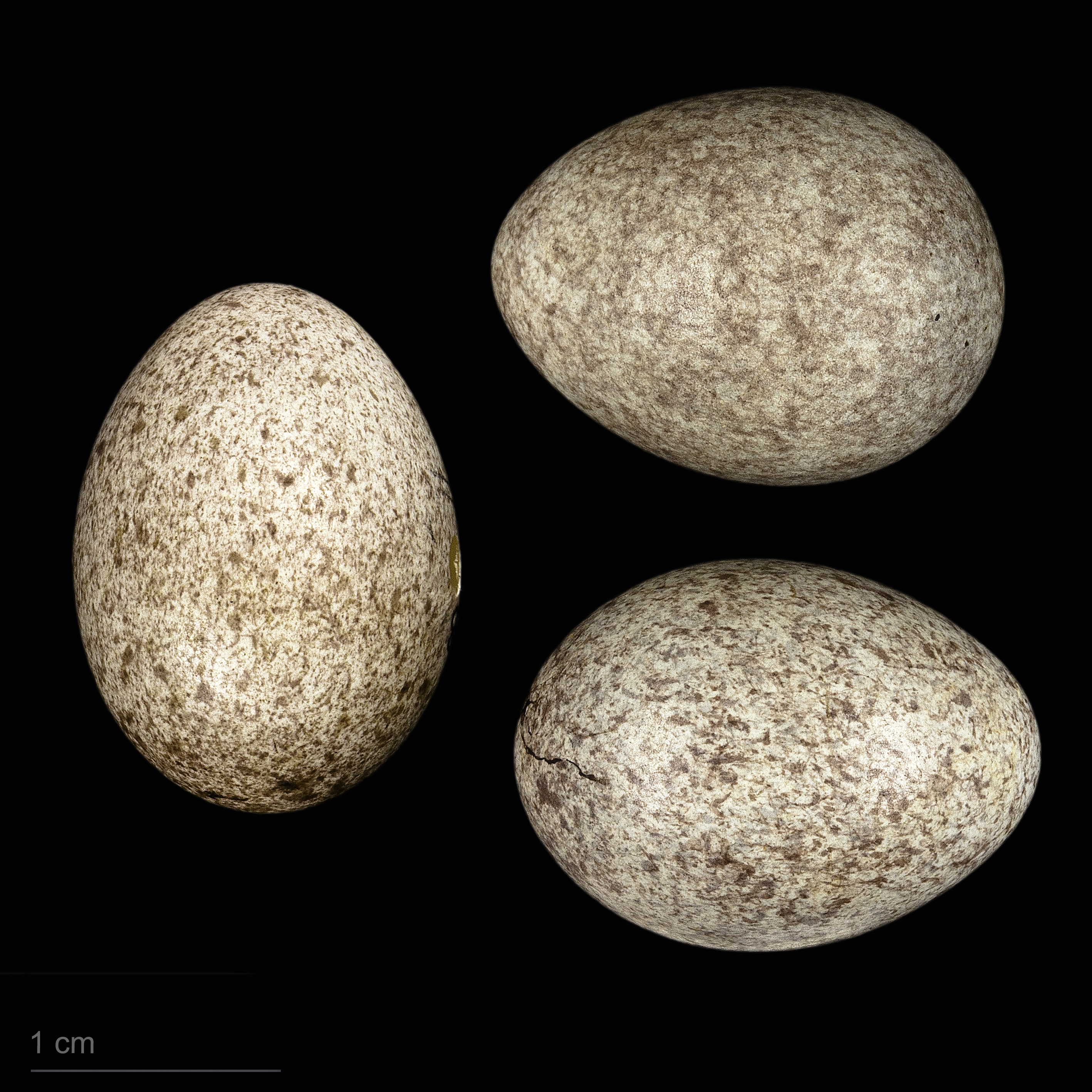
яйце Anthus berthelotii - Тулузький музей

Щеврик архіпелаговий (Anthus berthelotii) — вид горобцеподібних птахів родини плискових (Motacillidae).

## Назва
Вид названо на честь французького натураліста Сабена Бертло (1794—1880).

## Поширення
Ендемік Макаронезії. Мешкає на Канарських островах, Мадейрі та островах Селваженш. Населяє сухі рівнини, піщані місцевості з низькою рослинністю та гірські схили.

## Опис
Довжина тіла 13–14,5 см, маса тіла 16–19 г. Верхня поверхня сіро-коричнева з чіткою темною смугою на тімені та блідішою смугою на спині та шиї. Нижня сторона білувата і злегка жовтувата до червонувато-бежева в свіжому оперенні.

## Підвиди
- C. b. madeirensis (E.J.O. Hartert, 1905) — архіпелаг Мадейра.
- C. b. berthelotii (Bolle, 1862) — Селваженш і Канарські острови.